# Administrador de Infraestructuras Ferroviarias
Administrador de Infraestruturas Ferroviárias (Adif) é uma entidade pública empresarial espanhola dependente do Ministério de Transportes, Mobilidade e Agenda Urbana (anteriormente, Ministério de Fomento), que tem como objetivo a construção de linhas de caminho-de-ferro e a gestão da sua exploração. Adif herdou a infraestrutura das extintas RENFE (2005) e FEVE (2013), pelo que é proprietária da maioria de linhas de caminho-de-ferro de Espanha. A data de 31 de dezembro de 2015, administra 15 384 quilómetros de vias e 1903 estações, 41 delas por Adif AV (alta velocidade).  Também herdou as funções da empresa pública GIF.